# Ireneusz Stromski
Ireneusz Stromski, ur. 3 września 1942 roku, zm. 2 stycznia 2023 roku w Gdyni– polski kapelmistrz, aranżer, band leader, dowódca-kapelmistrz Orkiestry Reprezentacyjnej Marynarki Wojennej w latach 1985 - 2000.

## Życiorys
W 1957 roku rozpoczął naukę gry na klarnecie w Państwowej Szkole Muzycznej I stopnia w Gdyni. Na początku lat 60. został powołany do odbycia zasadniczej służby wojskowej w 11. baterii stałej w Gdyni-Redłowie. Stąd niebawem przydzielono go do Orkiestry Reprezentacyjnej Marynarki Wojennej, wówczas stacjonującej w jednostce wojskowej w Gdyni-Grabówku. Z wcześniejszym przygotowaniem muzycznym w postaci ukończonej szkoły muzycznej I st. przydzielono go do sekcji klarnetów. Wtedy też, w 1962 roku, podjął decyzję o pozostaniu w wojsku jako muzyk orkiestrowy, początkowo jako żołnierz nadterminowy a następnie zawodowy. Przez cały ten czas nie zaniedbywał wykształcenia ogólnego i muzycznego. W 1963 roku uzyskał zgodę dowódcy na kontynuowanie nauki gry na klarnecie w Państwowej Średniej Szkole Muzycznej w Gdańsku-Wrzeszczu, której dyplom uzyskał w 1968 roku. W 1969 podjął studia w Państwowej Wyższej Szkole Muzycznej im. Fryderyka Chopina w Warszawie na Wydziale Teorii Muzycznej, Kompozycji i Dyrygentury. Dyplom tej uczelni z tytułem magistra sztuki uzyskał w 1973 roku. Zdobycie odpowiedniego wykształcenia muzycznego pozwoliło na objęcie początkowo funkcji II kapelmistrza, a od 1985 roku – I kapelmistrza Orkiestry Reprezentacyjnej Marynarki Wojennej w Gdyni, którą to funkcję pełnił do września 2000 roku.

## Działalność artystyczna
Orkiestra Reprezentacyjna Marynarki Wojennej pod jego batutą dała ponad 2 tysiące koncertów w Polsce i w kilkunastu krajach europejskich m.in. w Berlinie, Sztokholmie, Kopenhadze, Helsinkach, Sankt Petersburgu, Narwiku, Oslo, Stuttgarcie i Hamburgu. Nagrywała muzykę dla radia i telewizji. Brała udział w licznych przeglądach muzycznych i festiwalach orkiestr dętych. Uhonorowana została między innymi Kryształową Buławą. Jednym z najważniejszych wydarzeń w karierze Orkiestry był koncert na Placu św. Piotra w Rzymie podczas obchodów dwudziestolecia pontyfikatu Jana Pawła II. ORMW była wtedy jedyną orkiestrą wojskową zaproszoną na tę uroczystość.
W 1982 roku, z inicjatywy Ireneusza Stromskiego, został powołany do życia Big Band przy ORMW. Umożliwiło to urozmaicenie repertuaru o muzykę taneczną i jazzową. Zespół dał niezliczoną liczbę koncertów, wystąpił m.in. podczas Pucharów Tanecznych Europy w Krakowie.

## Dyskografia
- Bałtyckie Spotkania (płyta analogowa,1985)
- Bal u Neptuna (kaseta audio, 1992)
- Orkiestra Reprezentacyjna Marynarki Wojennej (1993)
- Dłonie na sterze (płyta CD, 1996 r. )
- I póki kropla jest w Bałtyku (płyta CD, 1998 r.)

## Odznaczenia dla orkiestry
Za wybitne osiągnięcia w działalności artystycznej ORMW pod batutą Ireneusza Stromskiego uhonorowana została między innymi:
- medalem Za Zasługi dla Marynarki Wojennej
- medalem Komisji Edukacji Narodowej
- złotym medalem Zasłużony dla miasta Gdyni
- srebrnym medalem Zasłużony dla miasta Gdyni
- medalem Zasłużonym Ziemi Gdańskiej
- dyplomem honorowym Ministra Kultury i Sztuki za osiągnięcia w upowszechnianiu kultury

## Pożegnanie z batutą
5 września 2000 roku Ireneusz Stromski po 38 latach służby w Marynarce Wojennej oraz po 27 latach pełnienia funkcji kapelmistrza Orkiestry Reprezentacyjnej Marynarki Wojennej w Gdyni, w stopniu komandora porucznika odszedł na emeryturę. Uroczystość z tym związana odbyła się w Salonie Kaprów na Okręcie-Muzeum ORP "Błyskawica". Za twórczy dorobek artystyczny kapelmistrzowi podziękował dowódca Marynarki Wojennej admirał Ryszard Łukasik. Natomiast muzycy jego macierzystej Orkiestry podziękowali mu w formie kameralnego koncertu.

## ”Stromski Band”
Jesienią 2000 roku Ireneusz Stromski założył i stanął na czele big bandu o nazwie „Stromski Band”. W jego składzie znaleźli się zarówno dawni muzycy ORMW jak też inni Trójmiejscy instrumentaliści. Ten 18-osobowy zespół gra muzykę opartą na klasycznym repertuarze bigbandowym, wykonuje transkrypcje przebojów światowej estrady i utwory taneczne. Z zespołem występują gościnnie śpiewacy.